# Florencio (nombre)
Florencio es un nombre propio masculino de origen latino en su variante en español. Proviene de Florentius, patronímico de florens (floreciente).

## Santoral
- 3 de enero: San Florencio de Vienne, obispo;
- 16 de mayo: San Florencio de Ósimo, mártir;
- 23 de mayo: San Florencio de Nursia, abad;
- 4 de julio: San Florencio de Cahors, obispo;
- 3 de septiembre: Beato Pedro Florencio Leclercq, mártir;
- 5 de septiembre: Beato Florencio Dumontet de Cardaillac, presbítero y mártir;
- 22 de septiembre: San Florencio de Poitiers, presbítero;
- 13 de octubre: San Florencio de Tesalónica, mártir;
- 17 de octubre: San Florencio de Orange, obispo;
- 23 de octubre: Beato Florencio Martín Ibáñez Lázaro, mártir;
- 7 de noviembre: San Florencio de Estrasburgo, obispo;
- 13 de noviembre: San Florencio de Città di Castello, obispo;
- 14 de diciembre: San Florencio de Reims, diácono.

### Florencia
- 1 de octubre: Beata Florencia Caerols Martínez, virgen y mártir;
- 1 de diciembre: Santa Florencia de Poitiers, virgen.

## Variantes
- Femenino: Florencia.
- Diminutivo: Floren/Flor (para mujer).

| Variantes en otras lenguas | Variantes en otras lenguas |
| -------------------------- | -------------------------- |
| Español                    | Florencio                  |
| Alemán                     | Florenz, Florentius        |
| Catalán                    | Florenci                   |
| Checo                      | Florencius                 |
| Corso                      | Fiurenzu                   |
| Euskera                    | Polentzi                   |
| Francés                    | Florent                    |
| Holandés                   | Florentius                 |
| Inglés                     | Florentius, Florence       |
| Islandés                   | Flórentíus                 |
| Italiano                   | Fiorenzo                   |
| Latín                      | Florentius                 |
| Letón                      | Florencijs                 |
| Lituano                    | Florencijus                |
| Polaco                     | Florencjusz, Florenty      |
| Portugués                  | Florêncio                  |